# Somatia schildi
Somatia schildi är en tvåvingeart som beskrevs av Steyskal 1968. Somatia schildi ingår i släktet Somatia och familjen Somatiidae. Inga underarter finns listade i Catalogue of Life.